# 山梨県道715号富士吉田山中湖自転車道線
山梨県道715号富士吉田山中湖自転車道線（やまなしけんどう715ごう ふじよしだやまなかこじてんしゃどうせん）は、山梨県富士吉田市と南都留郡山中湖村を結ぶ一般県道（自転車道・大規模自転車道）である。富士吉田市 - 忍野村間、忍野村内に未整備区間を有する。

## 概要
山中湖村内の山中湖畔区間は国土交通省関東地方整備局甲府河川国道事務所により「国道138号 山中湖自転車歩行者道整備事業」として整備が行われている区間と共に「山中湖サイクリングロード（山中湖自転車・歩行者道）」と呼ばれる。

### 路線データ
- 起点：山梨県富士吉田市上吉田
- 終点：山梨県南都留郡山中湖村平野

## 通過する自治体
- 山梨県
  - 富士吉田市 - 南都留郡忍野村 - 山中湖村

## 交差・接続する道路
- 国道138号（忍野村）
- 山梨県道717号山中湖忍野富士吉田線（忍野村 - 山中湖村・歩道）
- 神奈川県道・山梨県道729号山北山中湖線（山中湖村）
- 国道138号（山中湖村・歩道）
- 国道413号（山中湖村）